# Prîlukî, Huleaipole
Prîlukî (în ucraineană Прилуки) este un sat în comuna Vozdvîjivka din raionul Huleaipole, regiunea Zaporijjea, Ucraina.

## Demografie
Componența lingvistică a localității Prîlukî
     Ucraineană (91,38%)
     Rusă (5,17%)
     Belarusă (1,72%)
Conform recensământului din 2001, majoritatea populației localității Prîlukî era vorbitoare de ucraineană (91,38%), existând în minoritate și vorbitori de rusă (5,17%) și belarusă (1,72%).